# Saya Misaki
Saya Misaki (美咲 沙耶 Misaki Saya?) också känd som Oyabun (親分?), född den 17 september 1985 på Hokkaido, död den 6 juli 2007, var en japansk porrskådespelare. Misaki hade en två och ett halvt år kort men intensiv karriär inom porrfilmsbranschen, varunder hon spelade in ett sjuttiotal filmer för DVD-distribution. 21 år gammal avled hon via självmord genom hängning.

## Biografi

### Karriär
Karriären inom porrbranschen inledde Misaki i företaget S1, då hon var 19 år gammal. Efter sex månader gick hon över till Moodyz, ett företag hon också arbetade för i 6 månader. Därefter övergick hon till att arbeta för olika oberoende studior. I en video från 2007 för Dogma (Getting Told Off By A Young Girl Got Me Hard) spelar hon en dominant kvinnan som verbalt utnyttjar män och på det sättet hetsar upp dem. Under 2007 gjorde hon också två mer extrema porrfilmer med BDSM-tema. 

### Sista tid och privatliv
Vid blott 21 års ålder begick Saya Misaki självmord genom hängning natten till den 6 juli 2007 i sitt hem i Hokkaidō. Hon upptäcktes först av sin mamma..
Misaki var en supporter till baseboll-laget Hokkaido Nippon-Ham Fighters. Hon var också regelbunden besökare på det japanska internetforumet 2channel.